# Jurgen Van den Broeck
Pour les articles homonymes, voir Vandenbroek.
Jurgen Van den Broeck, né le 1er février 1983 à Herentals, est un coureur cycliste belge. Professionnel de 2004 à 2017, il s'est notamment classé troisième du Tour de France en 2010 et quatrième en 2012.

## Biographie

### Jeunesse et carrière amateur
Jurgen Van den Broeck commence le cyclisme en 1997, au KVC Heist Sportief, dont il est membre jusqu'en 2000. Aux championnats du monde sur route de 2000 à Plouay en France, Jurgen Van den Broeck est 13e du contre-la-montre juniors, à plus d'une minute du vainqueur Piotr Mazur.
Jurgen Van den Broeck est membre de l'équipe Kortrijk Groeninge Spurters (Courtrai) en 2001. Vainqueur du Grand Prix des Nations dans sa catégorie en septembre, Jurgen Van den Broeck devient champion du monde junior du contre-la-montre le mois suivant à Lisbonne au Portugal, avec 44 centièmes d'avance sur l'Ukrainien Oleksandr Kvachuk, et 78 sur le Néerlandais Niels Scheuneman. Il se classe également 14e de la course en ligne lors de ces championnats.
En 2002, Jurgen Van den Broeck passe dans la catégorie des moins de 23 ans. Il évolue dans l'équipe réserve de Domo-Farm Frites, puis en 2003 chez Quick Step-Davitamon-Latexco, équipe de troisième division (GSIII) associée à l'équipe Quick Step-Davitamon. Cette année-là, il remporte une étape du Triptyque des Monts et Châteaux, Zellik-Galmaarden, la Clásica Internacional Txuma, et se classe notamment 2e de Liège-Bastogne-Liège espoirs et 3e de Gand-Ypres. Il ne participe aux championnats du monde espoirs ni en 2002 ni en 2003, mais aux championnats d'Europe sur route espoirs. Son meilleur résultat y est une quatrième place de la course en ligne en 2002.

### Premières années professionnelles

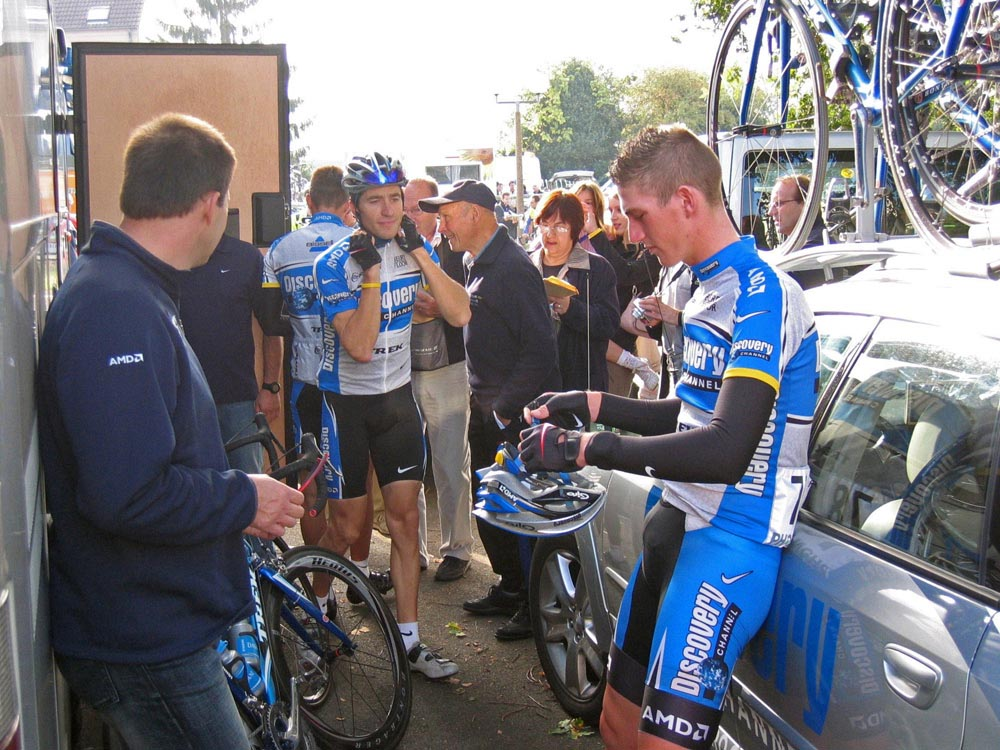
Jurgen Van den Broeck (à droite) au départ du Paris-Tours 2005

Jurgen Van den Broeck commence sa carrière professionnelle au sein de l'équipe américaine américaine US Postal Service-Berry Floor, qui a pour leader le septuple vainqueur du Tour de France Lance Armstrong. Cette équipe accueille alors l'entreprise belge Berry Floor comme nouveau sponsor. Celle-ci souhaite que l'équipe soit davantage présente dans les classiques disputées en Belgique. L'encadrement de l'équipe compte sur Van den Broeck pour les classiques ardennaises dans les années à venir. 
Après s'être classé cinquième du Redlands Classic, il participe à la Flèche wallonne et s'y montre offensif, attaquant en compagnie de Jérôme Pineau et Alessandro Bertolini à 60 kilomètres de l'arrivée. Le mois suivant, il termine sixième du Tour de Belgique.
En 2005, il s'illustre en août, d'abord en prenant la huitième place de l'Eneco Tour, puis sur le Tour d'Allemagne durant lequel il prend la deuxième place de la sixième étape remportée par Maxim Iglinskiy, dans un groupe de neuf échappés.

### 2007-2011: Omega Pharma-Lotto
En juin 2006, il signe un contrat de deux ans avec Predictor-Lotto, qui le fait quitter Discovery Channel pour l'équipe belge en 2007, en compagnie de Leif Hoste. Durant cette saison 2007, il est à nouveau parmi les meilleurs à l'Eneco Tour (10e) et participe à son premier grand tour à l'occasion du Tour d'Italie, il termine également sixième du Tour du Danemark.
En 2008, il se distingue lors du Tour d'Italie après avoir préparé spécifiquement cette épreuve et perdu six kilogrammes. Il prend la septième place du classement final et la deuxième du classement du meilleur jeune derrière Riccardo Riccò. Aucun coureur belge n'avait terminé parmi les dix premiers d'un grand tour depuis la neuvième place de Rik Verbrugghe sur le Tour d'Italie 2002. Avec Mario Aerts, Johan Vansummeren, Christophe Brandt et Maxime Monfort, il forme l'équipe de Belgique participant à la course en ligne des Jeux olympiques à Pékin. Il ne termine pas la course.
En 2009, c'est sur le Tour de France qu'il se montre en terminant 14e du classement général, après avoir attaqué à plusieurs reprises en montagne, malgré une chute qui l'avait contraint à finir l'étape seul dans le contre-la-montre par équipes remporté par Astana. 

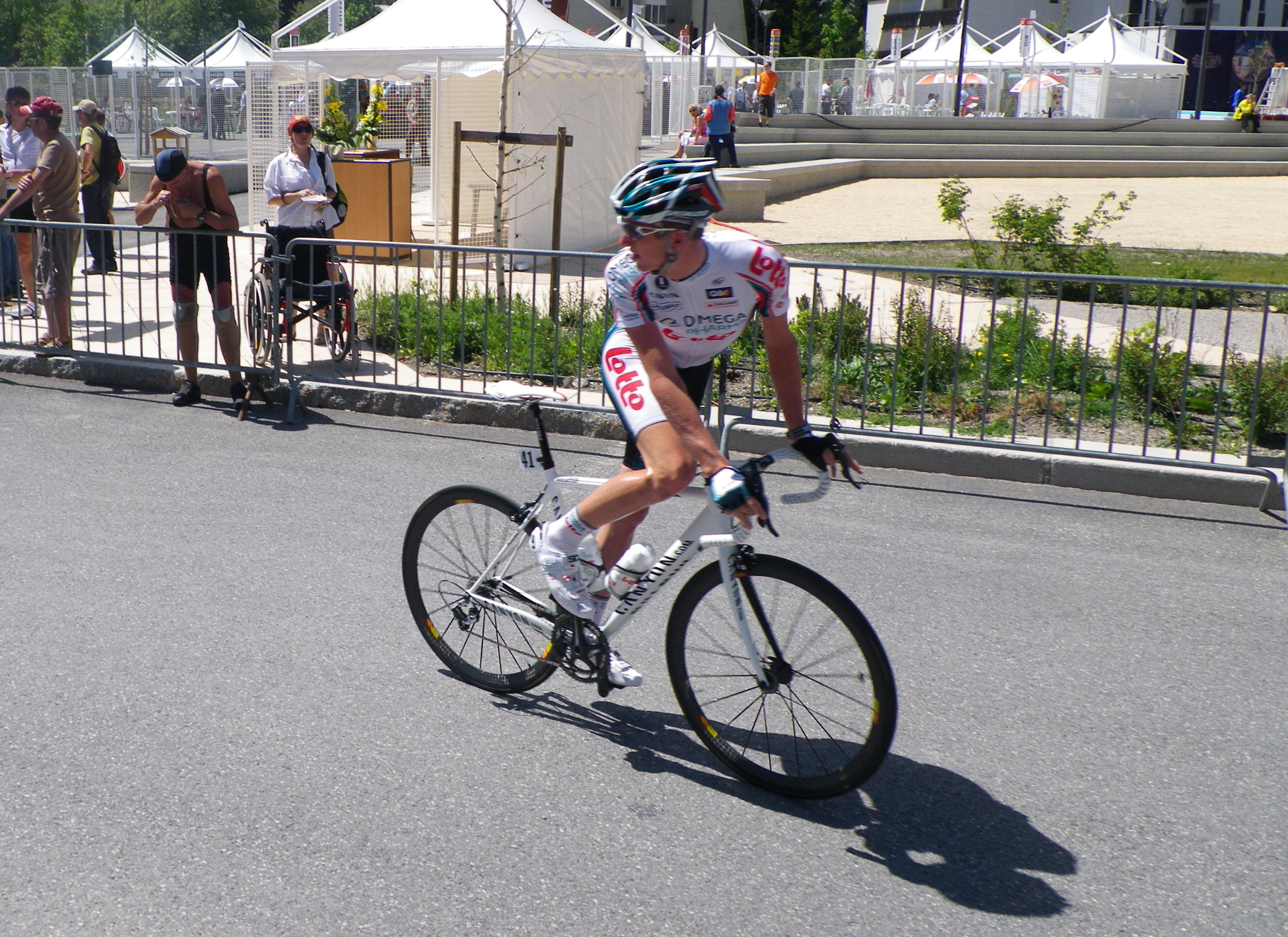
Van den Broeck, à Serre Chevalier lors Critérium du Dauphiné 2010.

En 2010, Cadel Evans, leader de l'équipe depuis 2005, rejoint la formation BMC Racing. Cette année-là, Van den Broeck finit 2e du Tour d'Andalousie, 10e du Tour du Pays basque et 4e du Critérium du Dauphiné libéré. En juillet, il termine troisième du Tour de France,,après le déclassement d'Alberto Contador et de Denis Menchov, réalisant la meilleure performance pour un Belge sur cette épreuve depuis Lucien Van Impe en 1981. Se considérant hors de forme en fin de saison, il renonce à participer aux championnats du monde.
En 2011, il réédite sa performance de 2010 sur le Tour d'Andalousie en se classant à nouveau deuxième. En juin, il remporte la première étape du Critérium du Dauphiné. Sur le Tour de France, dont il est l'un des candidats au podium, il chute lourdement lors de la neuvième étape et est contraint à l'abandon en raison d'une fracture à une omoplate.

### 2012-2015: Lotto-Belisol puis Lotto-Soudal
En 2012, il réalise l'une de ses meilleures années de compétition en se plaçant troisième du Tour de Catalogne puis cinquième du Critérium du Dauphiné. En juillet, il termine quatrième du Tour de France sa deuxième meilleure performance dans cette épreuve.
La saison 2013 est un échec, car axée sur le Tour de France, qu'il doit abandonner prématurément.
Après un début d'année à son avantage, où il termine deuxième du Tour d'Andalousie, neuvième du Tour de Catalogne ou bien septième du Tour de Romandie, il se présente sur le Tour, avec de grosses ambitions. Mais, chef de file de Lotto-Belisol, il chute dans le final de la cinquième étape. Blessé au genou droit, il ne peut pédaler, le lendemain matin, et doit abandonner la Grande Boucle. Il est ensuite opéré à ce genou et doit mettre un terme à sa saison. Il obtient, fin octobre, l'autorisation du corps médical, pour s'entraîner de nouveau. Il annonce être en mal de victoires et ambitionne de remporter Liège-Bastogne-Liège en 2014. 
Jurgen Van den Broeck commence la saison 2014 au Tour de San Luis, dont il prend la 24e place, puis au Tour d'Oman, terminé à la seizième place.
En mars, il chute lors de Tirreno-Adriatico, son objectif de début de saison, et se blesse à nouveau au genou droit. 
Il reprend la course dix jours plus tard au Tour de Catalogne, dont le déroulement est jugé rassurant (35e place). Il dispute ensuite le Tour du Pays basque. Bien placé au classement général, il perd du temps à cause d'une crevaison lors de l'avant-dernière étape et termine 27e. Lors des classiques ardennaises, il se joue un rôle d'équipier pour Tony Gallopin et Jelle Vanendert. Échappé lors de la Flèche brabançonne, il aide Gallopin à prendre la troisième place et termine dix-huitième. Il se classe vingtième de la Flèche wallonne et ne termine pas l'Amstel Gold Race et Liège-Bastogne-Liège. Après avoir passé un mois à s'entraîner en Espagne puis à reconnaître les étapes du Tour de France, Van Den Broeck reprend la compétition au Critérium du Dauphiné, dernier test avant la « grande boucle ». Quatrième de la deuxième étape au col du Béal, cinquième de la dernière étape à Courchevel, il prend la troisième place du classement général derrière Andrew Talansky et Alberto Contador. Ce résultat le rend confiant au départ du Tour de France. Placé dans les dix premiers après deux semaines de courses, il perd l'espoir de bien terminer au classement général lors de la quatorzième étape, où il passe la ligne d'arrivée cinq minutes après le vainqueur Rafal Majka. Il est finalement treizième de ce Tour de France. Un mois plus tard, il est au départ du Tour d'Espagne, où il est leader de l'équipe Lotto-Belisol avec Maxime Monfort. Il abandonne lors de la treizième étape. Avec cette course s'arrête également sa saison, qu'il considère comme une « année de transition » après sa blessure de l'année précédente. À la fin de la saison 2014, le contrat qui le lie à son employeur est prolongé pour l'année suivante.
En 2015 il se classe douzième du Tour d'Italie auquel il participe pour la troisième fois de sa carrière puis gagne quelque temps plus tard le titre de champion de Belgique du contre-la-montre. Van den Broeck est par la suite sélectionné pour le contre-la-montre des championnats du monde de Richmond.

### 2016: Katusha
À la fin de l'année 2015 il signe un contrat en faveur de l'équipe russe Katusha. Il abandonne le Tour de France à l'issue de la onzième étape au cours de laquelle une chute lui entraîne une fracture à l'épaule droite.

### 2017: dernière saison chez Lotto NL-Jumbo
En août 2016, il signe un contrat de deux ans avec Lotto NL-Jumbo. Pouvant courir pour lui sur certaines courses dont les classiques ardennaises, il a en priorité un rôle d'équipier pour Robert Gesink ou Steven Kruijswijk pour les grands tours. En mai 2017, il annonce qu'il met un terme à sa carrière à l'issue de la saison.

## Palmarès et classements mondiaux

### Palmarès amateur
| - 1999 - Champion de Belgique du contre-la-montre débutants - 2000 - 2e du Tour des Flandres juniors - 3e du Kuurnse Leieomloop - 3e du championnat de Belgique du contre-la-montre juniors - 2001 - Champion du monde du contre-la-montre juniors - Ster van Zuid-Limburg : - Classement général - 2e étape - Grand Prix des Nations espoirs - 2e du Giro della Lunigiana - 3e de Ledegem-Kemmel-Ledegem | - 2002 - Classement général du Tour du Limbourg amateurs - 1re étape du Tour de Namur - 2003 - 2eb étape du Triptyque des Monts et Châteaux - Zellik-Galmaarden - Clásica Internacional Txuma - 2e du Grand Prix Istria I - 2e du championnat de Belgique du contre-la-montre espoirs - 2e du Triptyque des Monts et Châteaux - 2e de Liège-Bastogne-Liège espoirs - 2e du Grand Prix Krka - 3e de Gand-Ypres - 4e du championnat d'Europe sur route espoirs |  |

### Palmarès professionnel
| - 2005 - 8e de l'Eneco Tour - 2007 - 3e du championnat de Belgique du contre-la-montre - 10e de l'Eneco Tour - 2008 - 7e du Tour d'Italie - 2009 - 4e de l'Eneco Tour - 2010 - 2e du Tour d'Andalousie - 4e du Critérium du Dauphiné - 3e du Tour de France, - 10e du Tour du Pays basque - 2011 - 1re étape du Critérium du Dauphiné - 2e du Tour d'Andalousie - 4e du Critérium du Dauphiné - 8e du Tour d'Espagne | - 2012 - 3e du Tour de Catalogne - 4e du Tour de France - 4e du Tour de l'Algarve - 5e du Critérium du Dauphiné - 10e de la Flèche wallonne - 2013 - 2e du Tour d'Andalousie - 7e du Tour de Romandie - 9e du Tour de Catalogne - 2014 - 3e du Critérium du Dauphiné - 2015 - Champion de Belgique du contre-la-montre |  |

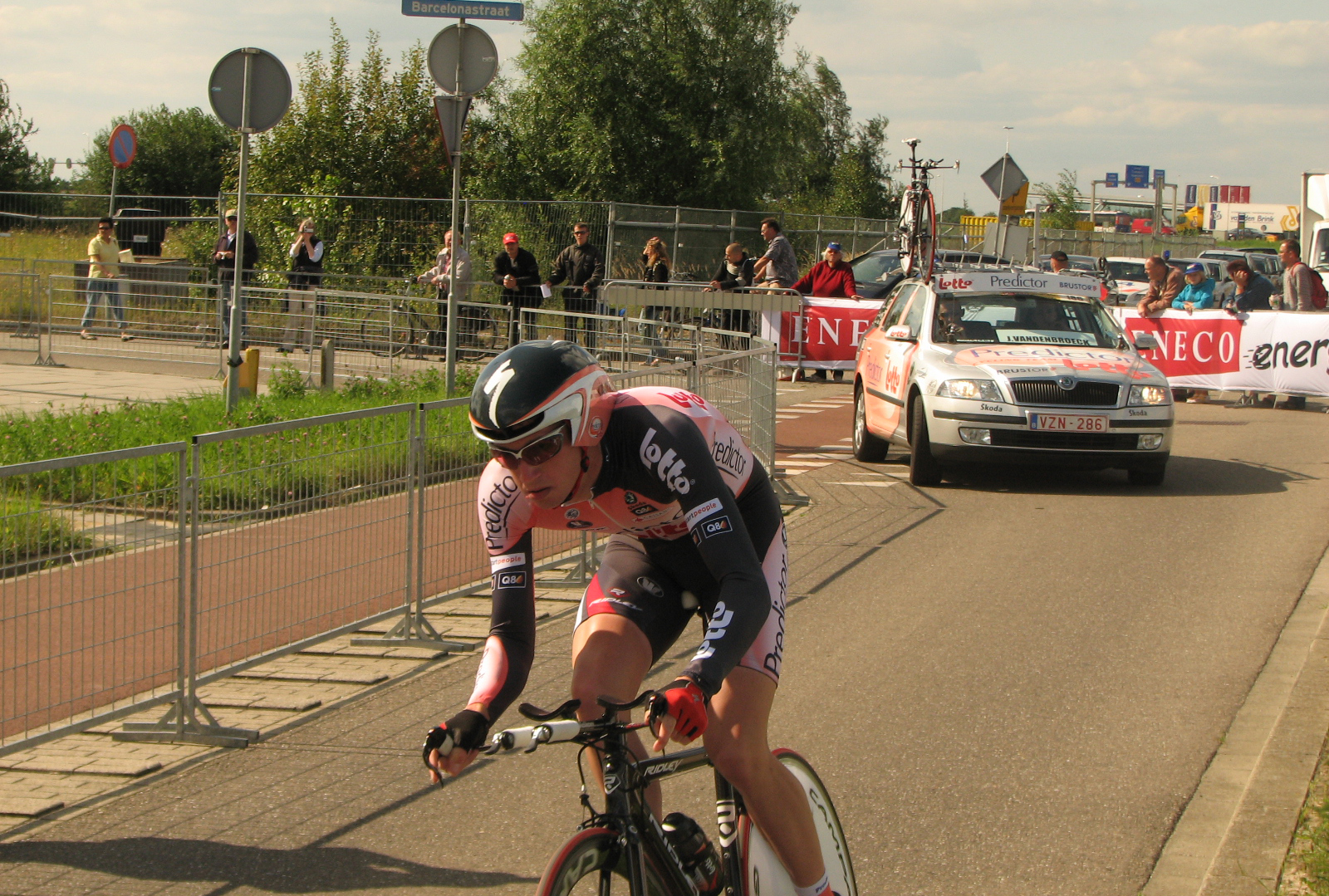
J.Van Den Broeck lors de l'Eneco Tour 2007.

### Résultats sur les grands tours

#### Tour de France
7 participations
- 2009 : 13e
- 2010 : 3e[n 1],[14]
- 2011 : abandon (9e étape)
- 2012 : 4e
- 2013 : non-partant (6e étape)
- 2014 : 13e
- 2016 : non-partant (12e étape)

#### Tour d'Italie
4 participations
- 2007 : 74e
- 2008 : 7e
- 2015 : 12e
- 2017 : 91e

#### Tour d'Espagne
4 participations
- 2011 : 8e
- 2012 : non-partant (14e étape)
- 2014 : abandon (13e étape)
- 2015 : non-partant (18e étape)

### Classements mondiaux
| Année                  | 2005 | 2006 | 2007 | 2008 | 2009 | 2010 | 2011 | 2012 | 2013 | 2014 | 2015 |
| ---------------------- | ---- | ---- | ---- | ---- | ---- | ---- | ---- | ---- | ---- | ---- | ---- |
| Classement ProTour     | 122e |      | 198e |      |      |      |      |      |      |      |      |
| Calendrier mondial UCI |      |      |      |      | 61e  | 26e  |      |      |      |      |      |
| UCI World Tour         |      |      |      |      |      |      | 35e  | 14e  | 92e  | 56e  | 108e |

## Distinctions
- Espoir de l'année en Belgique : 2001